# 半田 (津市)
半田（はんだ）は三重県津市の地名。

## 地理
津市市街地の南側にある。大倉・川添町・神戸・幸町・修成町・垂水・西阿漕町岩田・野崎垣内岩田・久居相川町・久居藤ケ丘町・美川町・南新町・南丸之内に隣接している。ただし南丸之内とは1点のみで接する。北側にまとまった平野部があり、南側には山地の中に谷底平野が食い込み、ところどころ池がある。北側を岩田川、西側を小川が流れ、東側にはJR紀勢本線と近鉄名古屋線が走っている。集落は北部に見られ、また東部にいくつかの団地が見られる。集落以外の平野部はほとんど水田であり、山地はほとんど森林である。当地には水田が多いが、特徴的な産業としては磨き砂の生産がある。この地は良質の磨き砂が取れるとされ、伊勢砂・半田砂と呼ばれる。地内には多数の坑道があり、廃坑道を生かした観光施設も存在する。磨き砂の原料となる火山灰層が存在するため、そこにできた穴に地下水が入り込むことによって大規模な陥没事故が発生している。

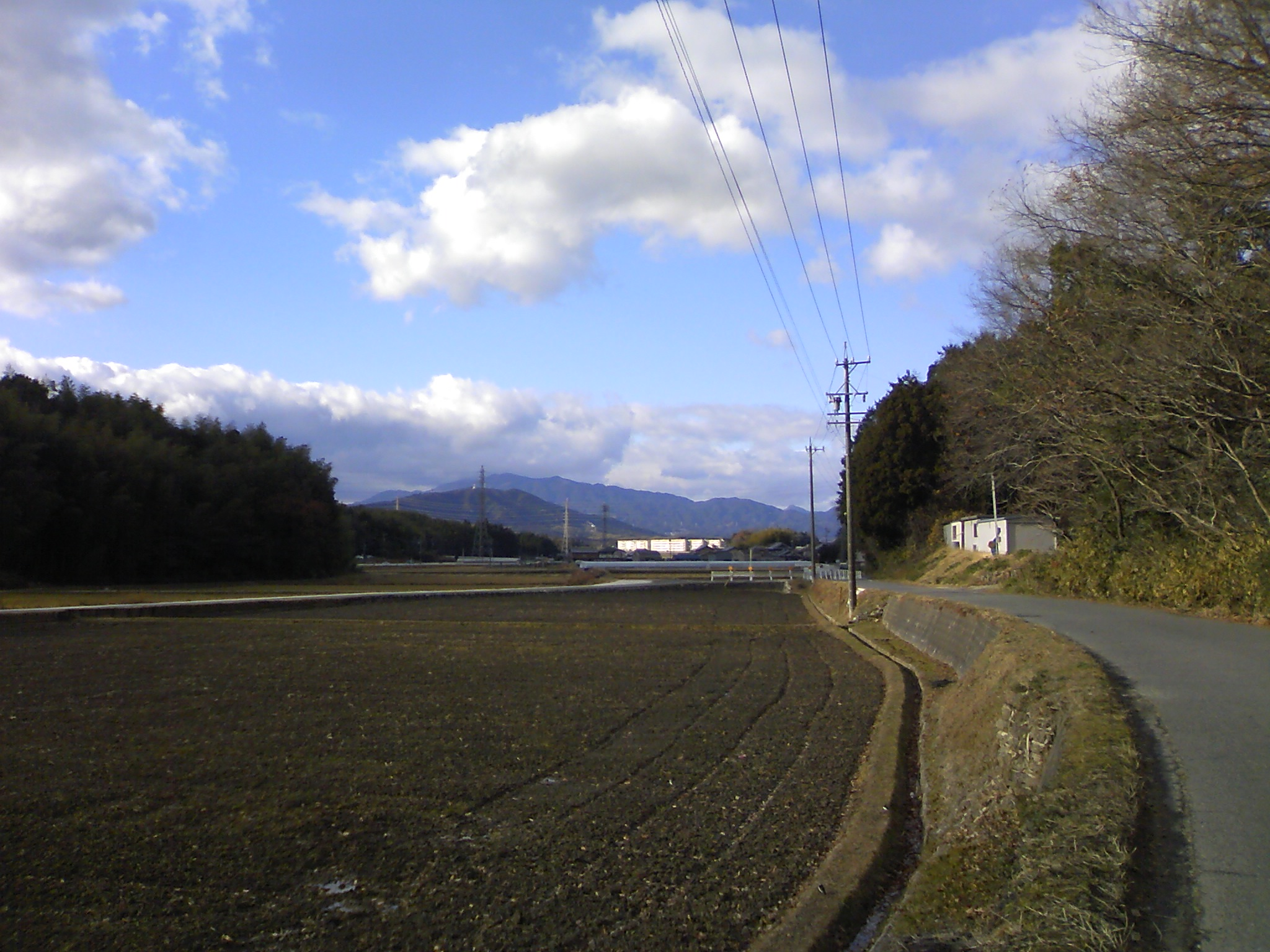
平野部の水田地帯。

### 湖沼
- 釜ヶ谷池
- 尺目池
- 真虫谷池
- 元井池

## 歴史
江戸時代には伊勢国安濃郡半田村であった。1871年に安濃津県に組み入れられた。安濃津県は翌年三重県と改称された。1889年に安濃郡神戸村の一部となり、神戸村が津市へ1943年に編入されてからは津市の地名となる。1965年以降、住居表示の対象となった地区が現れているが、辺境部に限定されている。

## 世帯数と人口
2019年（令和元年）6月30日現在の世帯数と人口は以下の通りである。
| 大字 | 世帯数    | 人口    |
| ---- | --------- | ------- |
| 半田 | 3,323世帯 | 7,808人 |

### 人口の変遷
国勢調査による人口の推移
| 1995年（平成7年）  | 6,497人 | [ 5 ] |  |
| 2000年（平成12年） | 6,676人 | [ 6 ] |  |
| 2005年（平成17年） | 6,825人 | [ 7 ] |  |
| 2010年（平成22年） | 6,788人 | [ 8 ] |  |
| 2015年（平成27年） | 7,062人 | [ 9 ] |  |

### 世帯数の変遷
国勢調査による世帯数の推移
| 1995年（平成7年）  | 2,239世帯 | [ 5 ] |  |
| 2000年（平成12年） | 2,447世帯 | [ 6 ] |  |
| 2005年（平成17年） | 2,657世帯 | [ 7 ] |  |
| 2010年（平成22年） | 2,675世帯 | [ 8 ] |  |
| 2015年（平成27年） | 2,832世帯 | [ 9 ] |  |

## 教育
1873年に伊予町学校に半田分教場ができ、1875年に半田学校となったが、1884年に合併の対象となり（津市立神戸小学校のウェブサイトに、半田分教場についての記述があり、その内容は上記の文と食い違うが、どちらをとっても1873年に伊予町学校に半田分教場ができ、1884年に合併の対象となっている。津市立神戸小学校のウェブサイトにおける合併によって成立した学校は現在における津市立神戸小学校に相当する）、それ以来初等教育機関は置かれていない。『角川日本地名大辞典 24 三重県』、および津市によると1926年（三重県立津商業高等学校によると1922年）に三重県励精中学校が当地に移転し、1935年に津市に移管されて津市立励精商業学校となったが、これも1937年には下部田に移転した。1939年、津市立励精商業学校のあった地に津市立工業学校が移転し、1943年に三重県立津工業学校となった。三重県立津工業学校は戦災を受けた後久居に移転した。1952年に三重県立津工業高等学校が半田に移転した。1959年にセントヨゼフ女子学園高等学校が当地に開校、2年後の1961年に併設の中学校も開校した。

### 学区
市立小・中学校に通う場合、学区は以下の通りとなる。
| 小学校                                                   | 中学校                              |
| -------------------------------------------------------- | ----------------------------------- |
| 津市立修成小学校 津市立神戸小学校 津市立南が丘小学校学区 | 津市立西橋内中学校 津市立橋南中学校 |

## 交通

### 鉄道
大倉・西阿漕町岩田との境界上にJR紀勢本線 阿漕駅がある。近鉄名古屋線 南が丘駅の出口が当地と垂水の境界線上の道路に面している。

### 道路
三重県道118号津久居線が当地区西部を通り、磨洞温泉に面している。また、その西側に半田バイパスがある。三重県道657号家所阿漕停車場線が北部の集落を横断している。三重県道776号久居停車場津線が東部を通っている。

### バス
三重交通のバスがある。北部の集落を通って緑が丘に行く路線と、近鉄名古屋線に沿って久居に向かうバスを利用出来、どちらもそれなりの本数がある。しかし、団地の内部には行かないほか、北東部のセントヨゼフ女子学園高等学校周辺が空白域となっている。

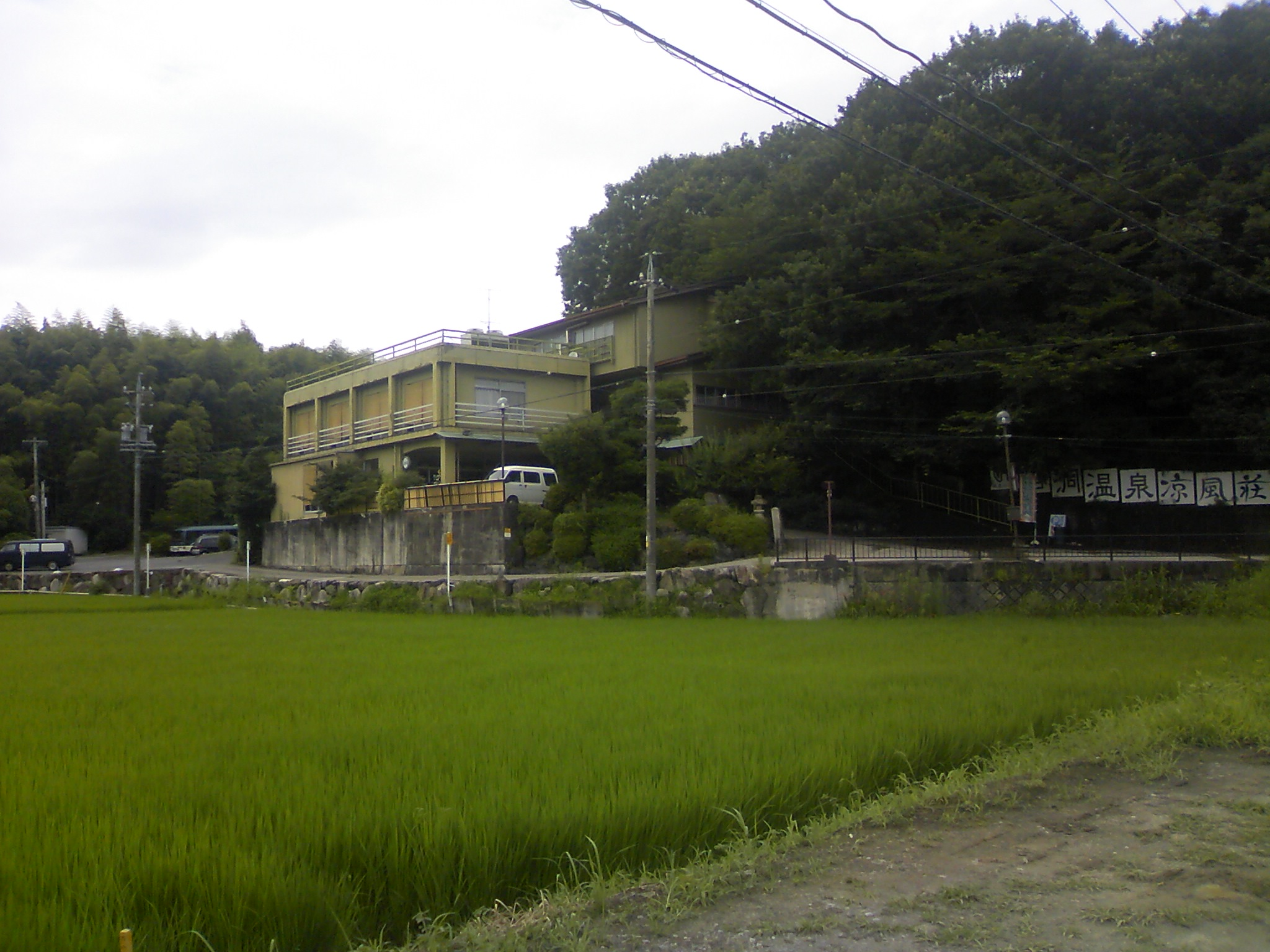
磨洞温泉涼風荘

## 観光
- 磨洞温泉

## その他

### 日本郵便
- 郵便番号 : 514-0823[3]（集配局：津中央郵便局[16]）。